# Kinvaston
Kinvaston var en civil parish 1866–1934 när det uppgick i Penkridge, i grevskapet Staffordshire i England. Civil parish var belägen 11 km från Stafford och hade 14 invånare år 1931. Byn nämndes i Domedagsboken (Domesday Book) år 1086, och kallades då Chenwardestone.